# Chronicles (revue)
Pour les articles homonymes, voir Chronicles.
Chronicles (sous titré « A Magazine of American Culture ») est une revue mensuelle paléo-conservatrice américaine, créée en 1976.

## Description
Publiée par l'Institut Rockford, la revue est connue pour défendre des points de vue antimondialistes, anti-interventionnistes, et conservatrices. À sa création, en 1976, elle s'appelait Chronicles of Culture et était publiée par Leopold Tyrmand and John A. Howard. Thomas Fleming, son éditeur actuel, a rejoint la revue dans les années 1980, pour la diriger à partir de 1985, après la mort de Tyrmand, et la renommer Chronicles: A Magazine of American Culture.
La revue a défendu à plusieurs reprises Pat Buchanan, qu'elle a influencé dans ses prises de positions. Celui-ci, qui y contribue régulièrement, dirige une autre revue paléo-conservatrice, The American Conservative.